# Max Wilson
Max Wilson de Lima (Hamburgo, Alemania, 22 de agosto de 1972), conocido simplemente como Max Wilson, es un piloto de automovilismo brasileño. Compitió a nivel internacional en el Deutsche Tourenwagen Meisterschaft, Fórmula 3000 Internacional, CART y V8 Supercars. Llegó a ser también tester de la escudería Williams F1 de Fórmula 1, quedando a las puertas de debutar en esta categoría en el año 2000 para el equipo Minardi.
Regresó a su país en 2009, para disputar el Stock Car V8 a bordo de un Chevrolet alistado por la escuadra RC Competiçoes. Se consagró campeón en 2010, y finalizó cuarto en 2011 y sexto en 2012 y 2013.

## Biografía
Nacido en Alemania de padres brasileños, Wilson vivió desde los dos años en la ciudad de São Paulo, más precisamente en la barriada de Interlagos, próxima al Autódromo Internacional José Carlos Pace. Wilson inició su carrera deportiva en el karting a la edad 11 años. Esta escuela, le abriría las puertas en el año 1993 de la Fórmula Ford Paulista, en la cual competiría hasta el año siguiente. En el año 1994 pasa a la Fórmula Chevrolet, donde obtiene su primer subcampeonato, el cual lo termina de catapultar a nivel internacional.
Ya en la Fórmula 3 Sudamericana, Wilson obtuvo un nuevo subcampeonato, nada más ni nada menos que en su año debut, perdiendo ante el futuro piloto de Fórmula 1, Ricardo Zonta. Ese mismo año, tendría su primer contacto en el continente europeo con un Fórmula 3 alemán, culminando en la 19.ª ubicación. Este acercamiento, le permitiría competir al año siguiente en dicha categoría. Además de su incursión en la F3 Alemana, en 1996, también disputó algunas sesiones del antiguo Deutsche Tourenwagen Meisterschaft, siendo esta su primera experiencia con automóviles de turismo. Su automóvil ese año, fue un Alfa Romeo 155 de la escuadra JAS Engineering.
En 1997, Wilson compitió en la Fórmula 3000 Internacional, en ese entonces antesala de la Fórmula 1. Sus resultados obtenidos entre 1997 y 1999, lo llevaron a ser invitado como piloto tester de la escuadra Williams F1 de Fórmula 1, preparando lo que sería un posible debut en la máxima categoría mundial. Sin embargo, esto no pudo ser posible ya que quedó a las puertas de correr en el año 2000 para la escudería Minardi. Ese año finalmente, es contratado como piloto de pruebas del fabricante francés de neumáticos de Fórmula 1 Michelin.
Lejos de alejarse de la actividad, en 2001 incursionó en la categoría CART de los Estados Unidos a bordo de una unidad Lola-Ford, culminando su temporada en la 25.ª posición.
En 2002, recibió una oferta para competir en Australia en la categoría de turismos V8 Supercars, donde debutara a bordo de un Ford Falcon, modelo con el cual competiría hasta 2004. En 2005, se pasa de bando al competir a bordo de un Holden Commodore, modelo que abandonaría al año siguiente y que retomaría en 2008, mientras que en los años 2006 y 2007 volvería al Ford Falcon. 
Tras su discreta campaña en la categoría australiana, Wilson decidió retornar a Brasil en 2009, yendo a correr en la categoría de turismo Stock Car V8, la más popular de ese país, con un Chevrolet Vectra del equipo RC. Este año, Wilson alcanzaría su primer triunfo en la categoría en la cuarta fecha corrida en la localidad de Santa Cruz do Sul. Este año, Wilson el torneo dentro del Top Ten, al culminar en la novena posición con 234 unidades cosechadas.
Pero su punto más alto en su carrera deportiva llegaría en el año 2010, cuando se consagraría por primera vez como Campeón Brasileño del Stock Car V8, al vencer en tres ocasiones y relegando al campeón defensor Cacá Bueno, quien quedó como subcampeón. De esta forma, Wilson consiguió vencer por primera vez en su carrera deportiva, devolviéndole además el título a la marca Chevrolet, tras cuatro años de sequía, luego del título obtenido por Giuliano Losacco en 2005.
En 2011, Wilson obtuvo cinco podios y ocho top 5 en el Stock Car Brasil con Chevrolet. Sin embargo, al no ganar ninguna carreras, terminó cuarto en el campeonato por detrás de Cacá Bueno, Maurício y Popó Bueno. El equipo adoptó el nuevo Chevrolet Sonic en la temporada 2012. El paulista venció en Brasilia y logró tres podios, terminando así en la sexta colocación.
Wilson siguió por quinto año en el equipo RC del Stock Car Brasil. Obtuvo un segundo lugar, un tercero, dos quintos y dos sextos, por lo que se ubicó nuevamente sexto en el campeonato 2013. En 2014 obtuvo dos terceros puestos y dos cuartos en 21 carreras, por lo que acabó 11.º en la tabla final.

## Trayectoria
- 1973-1992: Piloto de karts
- 1993: Fórmula Ford Paulista
- 1994: Debut y subcampeonato Fórmula Chevrolet
- 1995: Debut y subcampeonato Fórmula 3 Sudamericana

Debut Fórmula 3 Alemana
- 1996: Fórmula 3 Alemana

Deutsche Tourenwagen Meisterschaft (Alfa Romeo 155)
- 1997-1998: Fórmula 3000 Internacional
- 1999: Fórmula 3000 Internacional

Piloto Tester de la escudería Williams F1 de Fórmula 1
- 2000: Piloto Tester de Michelin en F1
- 2001: CART
- 2002-2004: V8 Supercars (Ford Falcon)
- 2005: V8 Supercars (Holden Commodore)
- 2006-2007: V8 Supercars (Ford Falcon)
- 2008: V8 Supercars (Holden Commodore)
- 2009: Debut en Stock Car V8 (Chevrolet Vectra III)
- 2010: Campeón de Stock Car V8 (Chevrolet Vectra III)
- 2011: Stock Car V8 (Chevrolet Vectra III)
- 2012: Stock Car V8 (Chevrolet Sonic)
- 2013: Stock Car V8 (Chevrolet Sonic)

## Palmarés
| Título  | Categoría    | Automóvil            | Año  |
| ------- | ------------ | -------------------- | ---- |
| Campeón | Stock Car V8 | Chevrolet Vectra III | 2010 |